# Microstegium vimineum
Microstegium vimineum, comúnmente denominada hierba zancuda japonesa, hierba empacadora, o pardo pardo nepalí, es un pasto anual común en diversos hábitats y que se adapta bien en zonas con bajo nivel de luz natural.
A pesar de no ser una especie nativa de Estados Unidos, sirve de hospedadora de algunas mariposas nativas sátiras, como por ejemplo la mariposa sátira de Carolina Hermeuptychia sosybius y la mariposa sátira de Mitchell Neonympha mitchellii que se encuentra amenazada.

## Distribución
Es nativa de gran parte del sur de Asia, este de Asia, y partes del sureste de Asia, y de allí se ha desplazado hasta los Estados Unidos.
En 2011 la hierba zancuda japonesa fue encontrada en Tennessee.

## Descripción
Por lo general, alcanza entre 40 y 100 cm de alto y es capaz de enraizar en cada nodo. La planta florece a finales del verano y poco después produce sus sillas en forma de cariópside.  Es bastante similar y a menudo crece junto con la hierba norteamericana Leersia virginica, pero L. virginica carece de la distintiva franja plateada en el centro de la hoja que está presente en la hierza zancuda japonesa y también florece uno o dos meses antes.
Se sabe que la planta es un hábitat común para garrapatas como la garrapata estrella solitaria. Los ciervos que pastan a menudo transportan estas garrapatas a otras áreas donde pueden expandirse. 

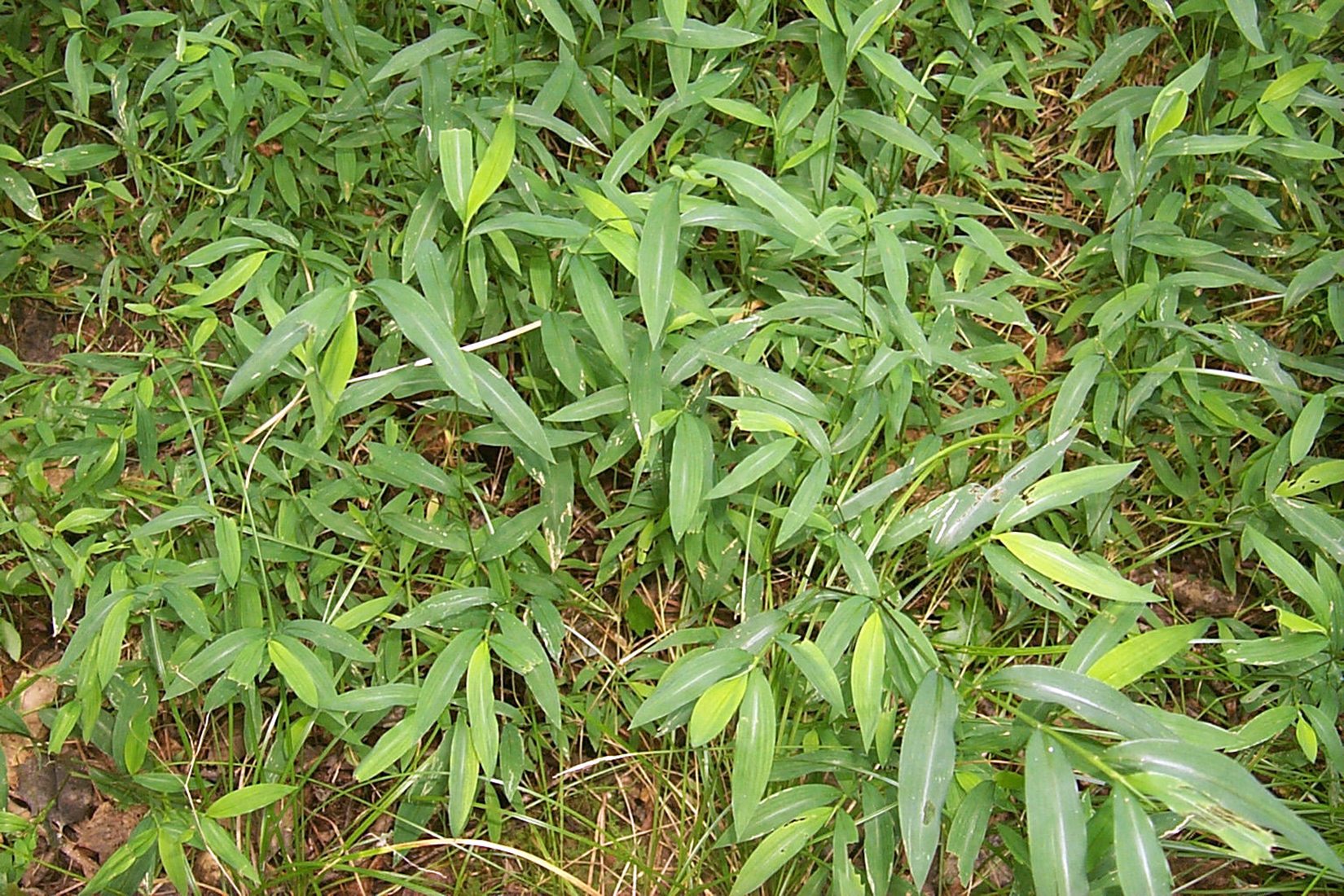
En el parque nacional Congaree, Carolina del Sur, Estados Unidos
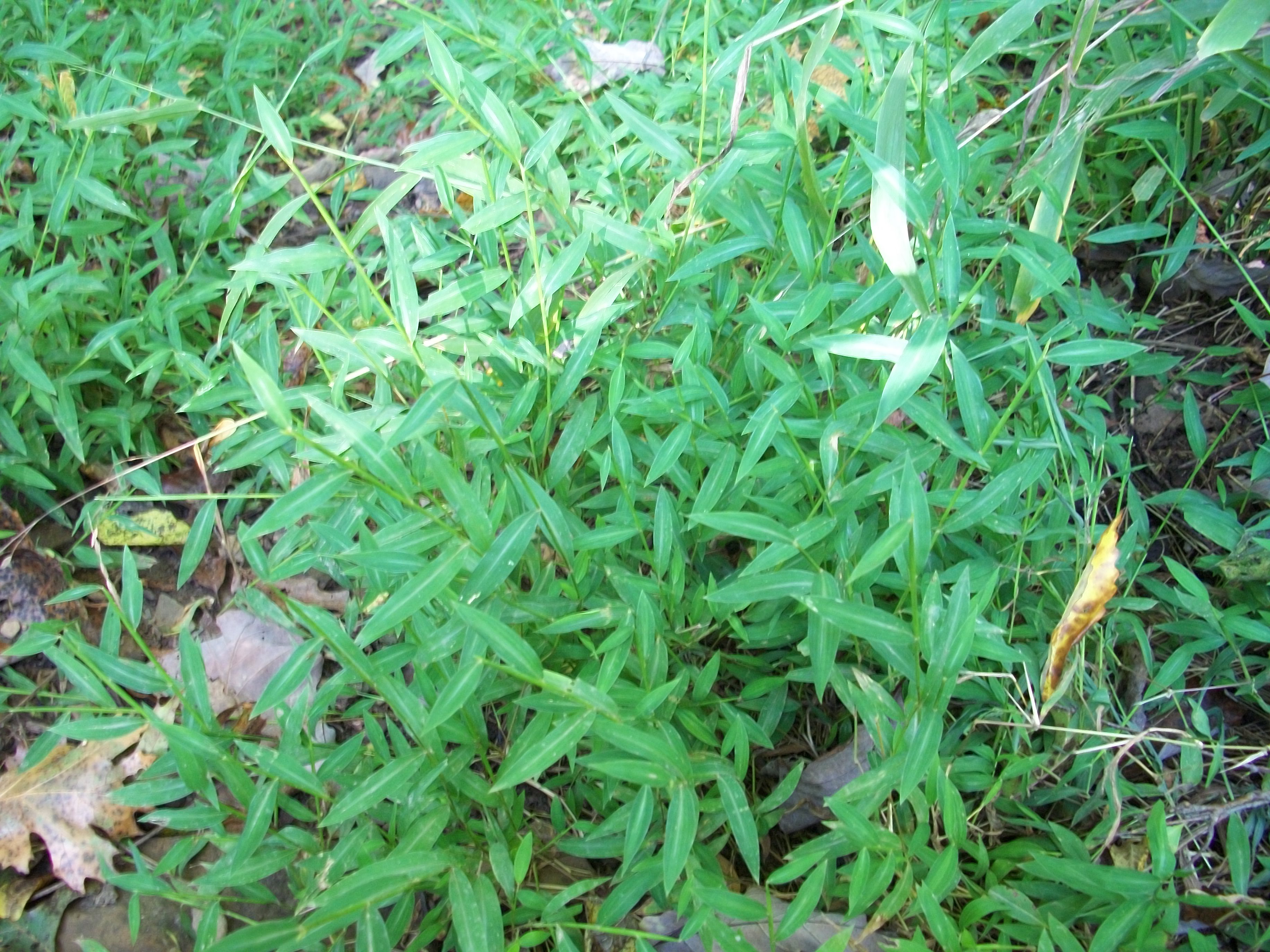
En el parque estatal Devil's Den, Arkansas, USA
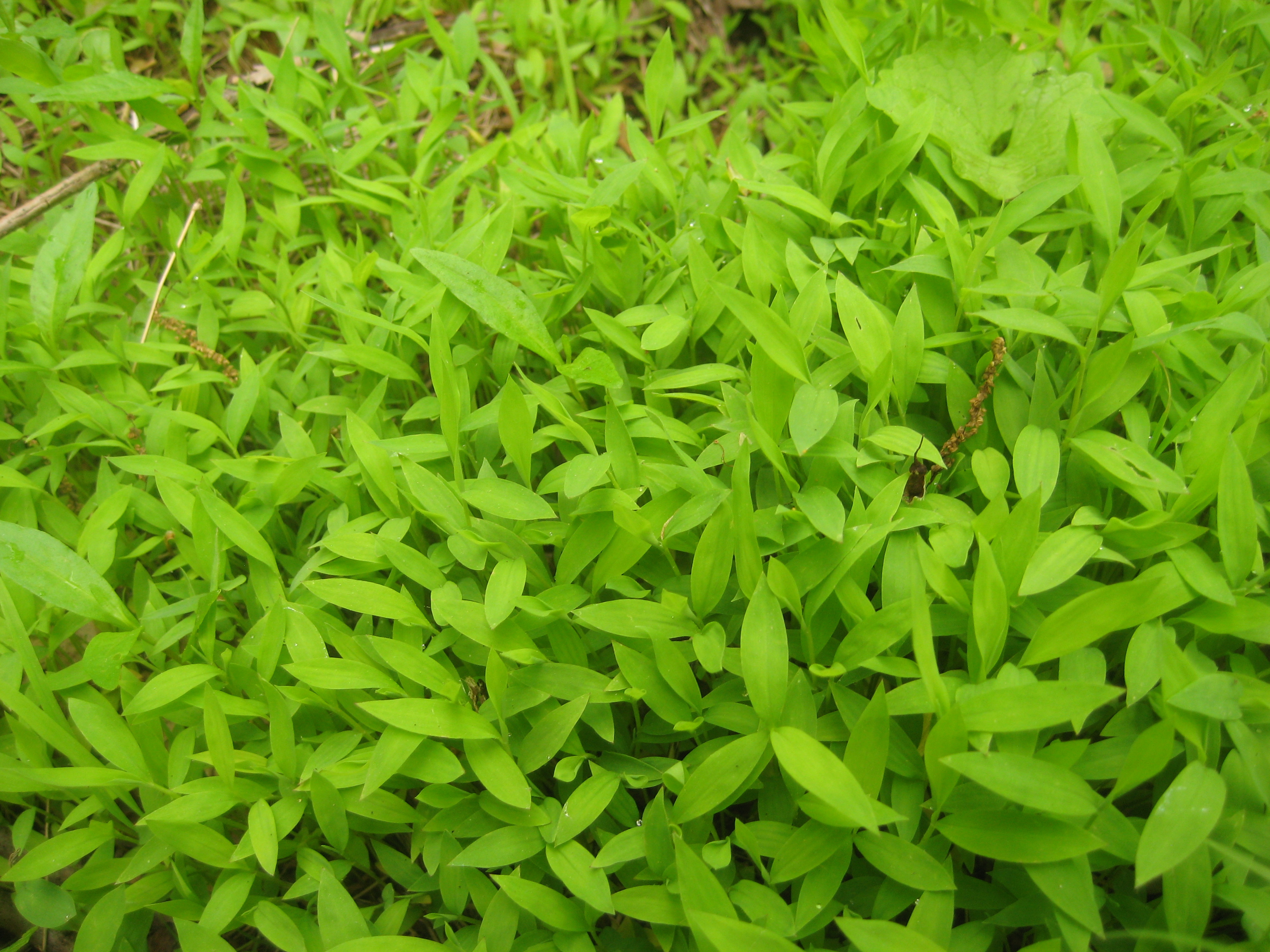
A la vera de un arroyo en Central New Jersey, USA
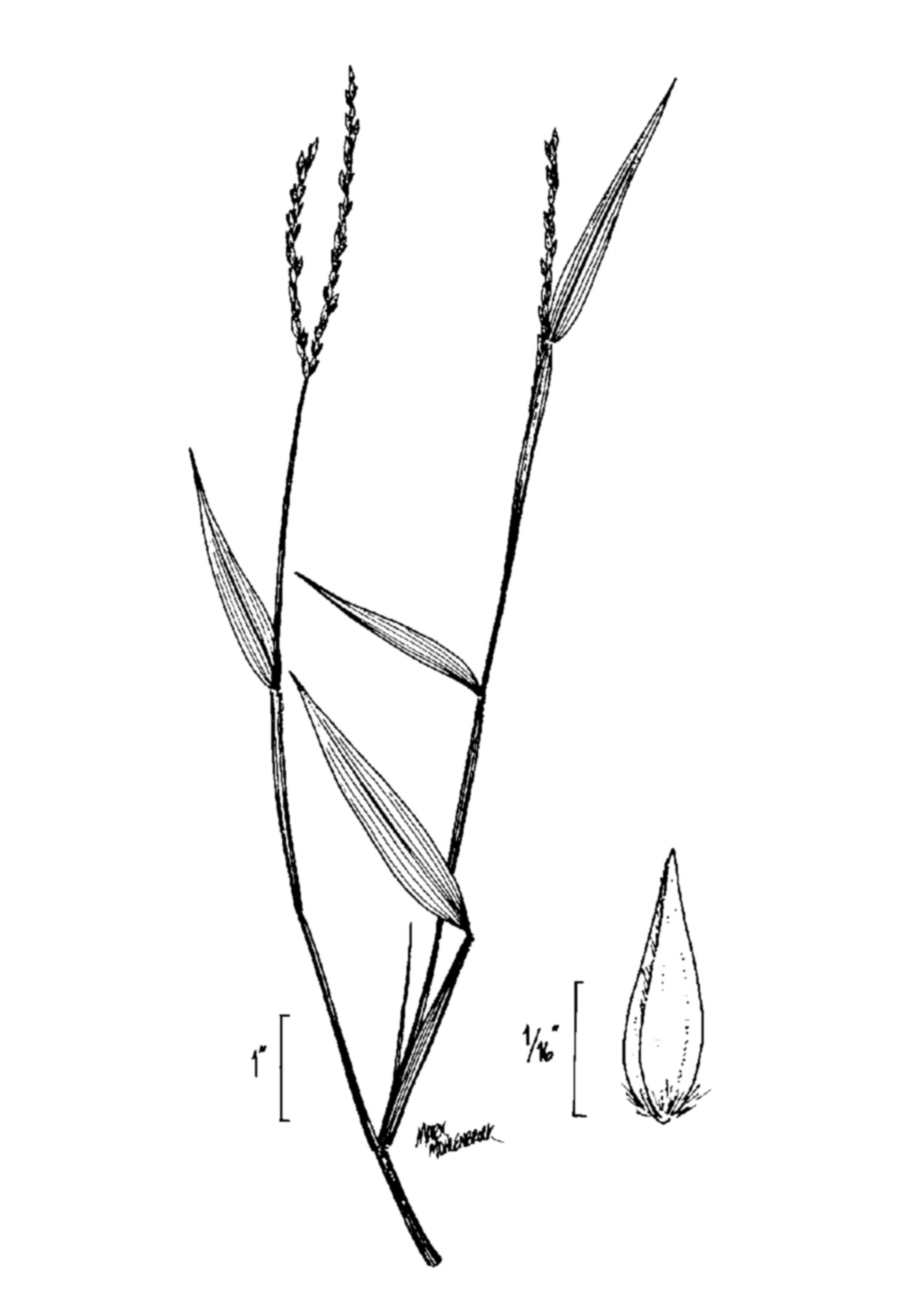
Ilustración de Flora de los pantanos: Guía de campo ilustrada de especies
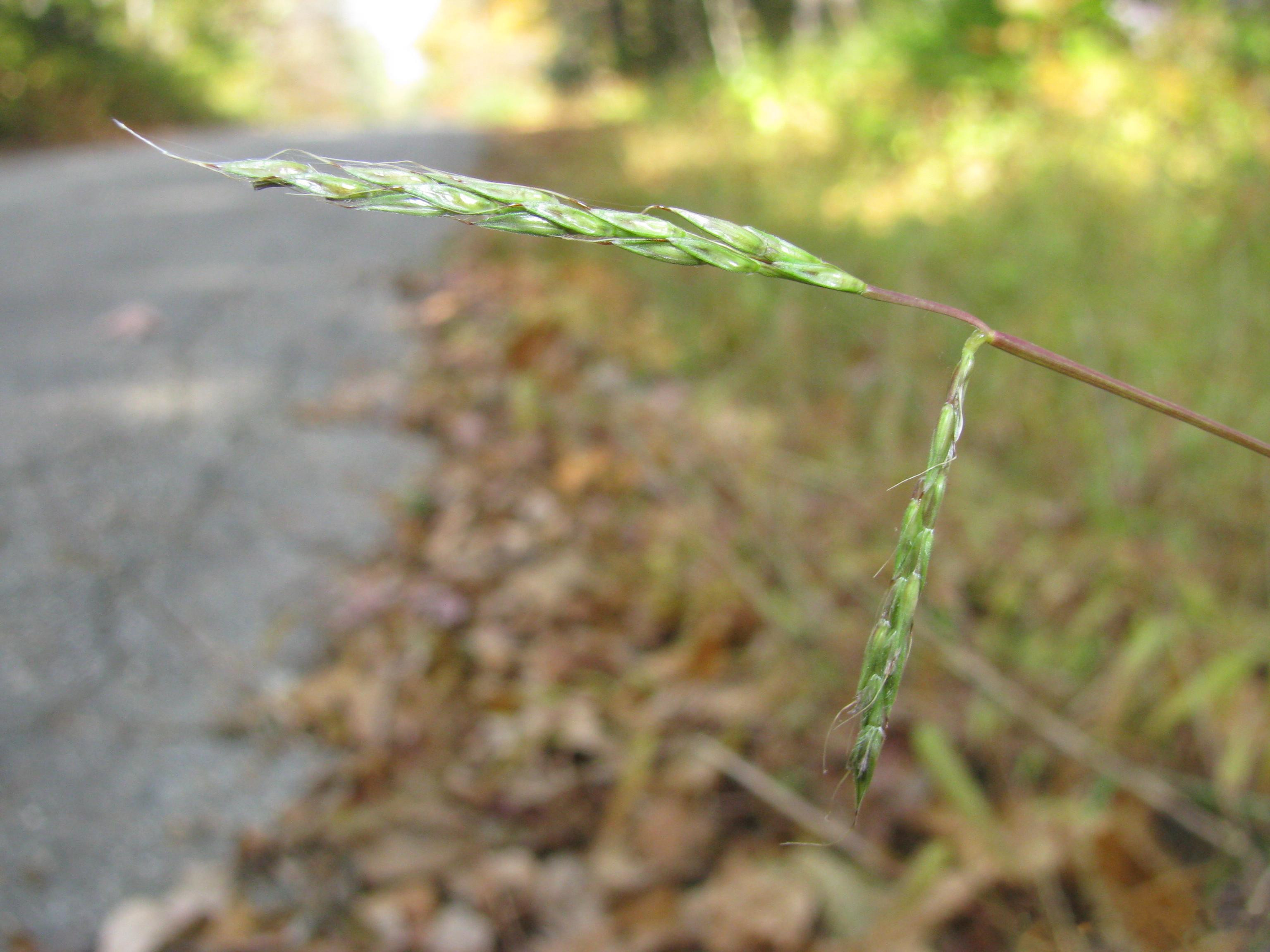
Semillas (cariópsides)

## Ecología como especie invasora

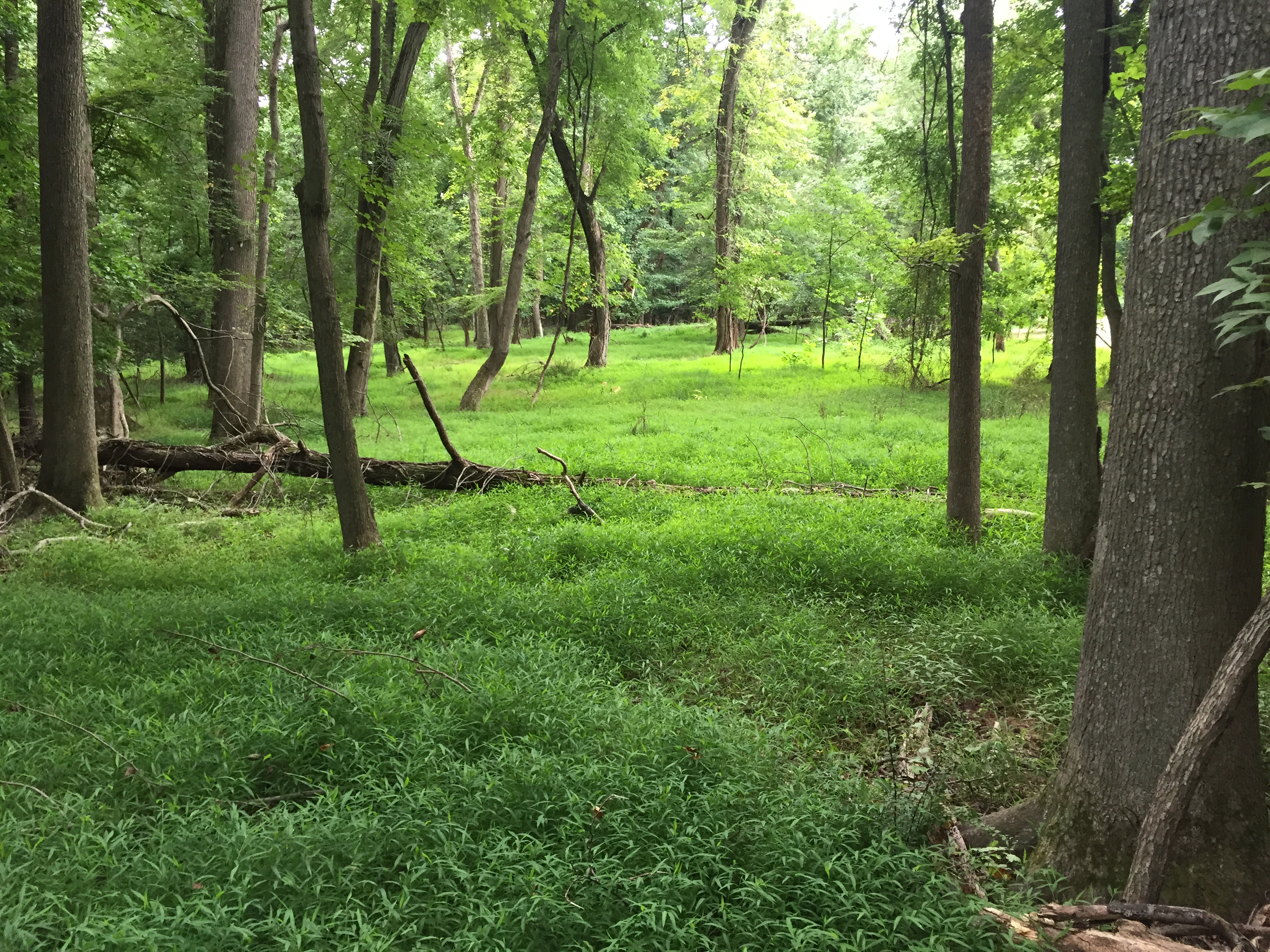
Infección de hierba zancuda japonesa (Microstegium vimineum) cubre grandes extensiones de foresta parcialmente cerrada. Maryland, Estados Unidos.

La planta fue introducida accidentalmente en el estado estadounidense de Tennessee alrededor de 1919 como resultado de su uso como material de embalaje en envíos de porcelana desde China. Se ha extendido por todo el sureste de los Estados Unidos y ahora se encuentra en 26 estados. Microstegium vimineum invade más comúnmente a lo largo de carreteras, llanuras aluviales y otras áreas perturbadas, pero también invade hábitats no perturbados.  El venado cola blanca, que no ramonea la hierba, puede facilitar la propagación al ramonear sobre especies nativas y reducir así la competencia por la planta exótica. La invasión de Microstegium puede reducir el crecimiento y la floración de especies nativas, suprimir las comunidades de plantas nativas, alterar y suprimir las comunidades de insectos, retardar la sucesión de las plantas y alterar el ciclo de nutrientes. Sin embargo, la eliminación de Microstegium puede conducir a la recuperación de comunidades de plantas nativas.